# Engelskirchen
Engelskirchen is een gemeente in de Duitse deelstaat Noordrijn-Westfalen, gelegen in het Oberbergischer Kreis. Engelskirchen telt 19.297 inwoners (31 december 2020) op een oppervlakte van 63,07 km².

## Plaatsen in de gemeente Engelskirchen
| - Bellingroth - Bickenbach - Broich - Buschhausen - Dörrenberg - Ehreshoven - Gosse - Grünscheid - Hahn - Hardt - Haus Selbach | - Heide - Hintersteimel - Hollenberg - Hülsen - Kaltenbach - Kastor - Loope - Miebach - Müllensiefen - Neuhardt - Neuremscheid | - Niederhof - Oberschelmerath - Obersteeg - Oesinghausen - Oetterstal - Osberghausen - Ohl - Papiermühle - Remerscheid - Rennbruch - Rommersberg | - Ründeroth - Schnellenbach - Sonnenweg - Stiefelhagen - Stuerzenberg - Thal - Vordersteimel - Wahlscheid - Wallefeld - Wiehlmünden |

## Geboren
- Esther Kinsky (1956), vertaler, schrijver en dichter
- Stefan Reinartz (1989), voetballer
- Anna Klink (1995), voetbalster
- Daniel Mesenhöler (1995), voetballer

## Afbeeldingen

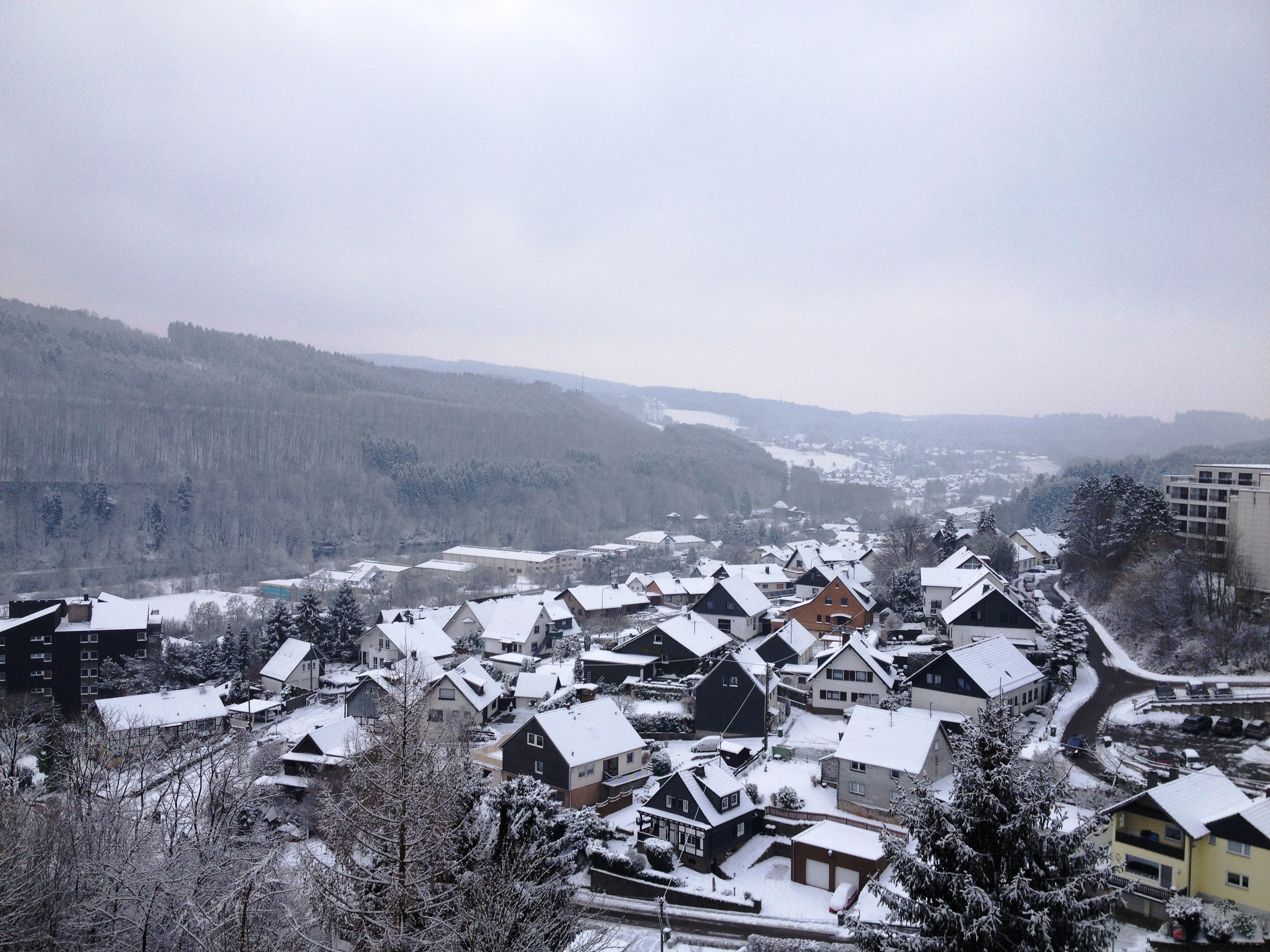
Gezicht op Grünscheid
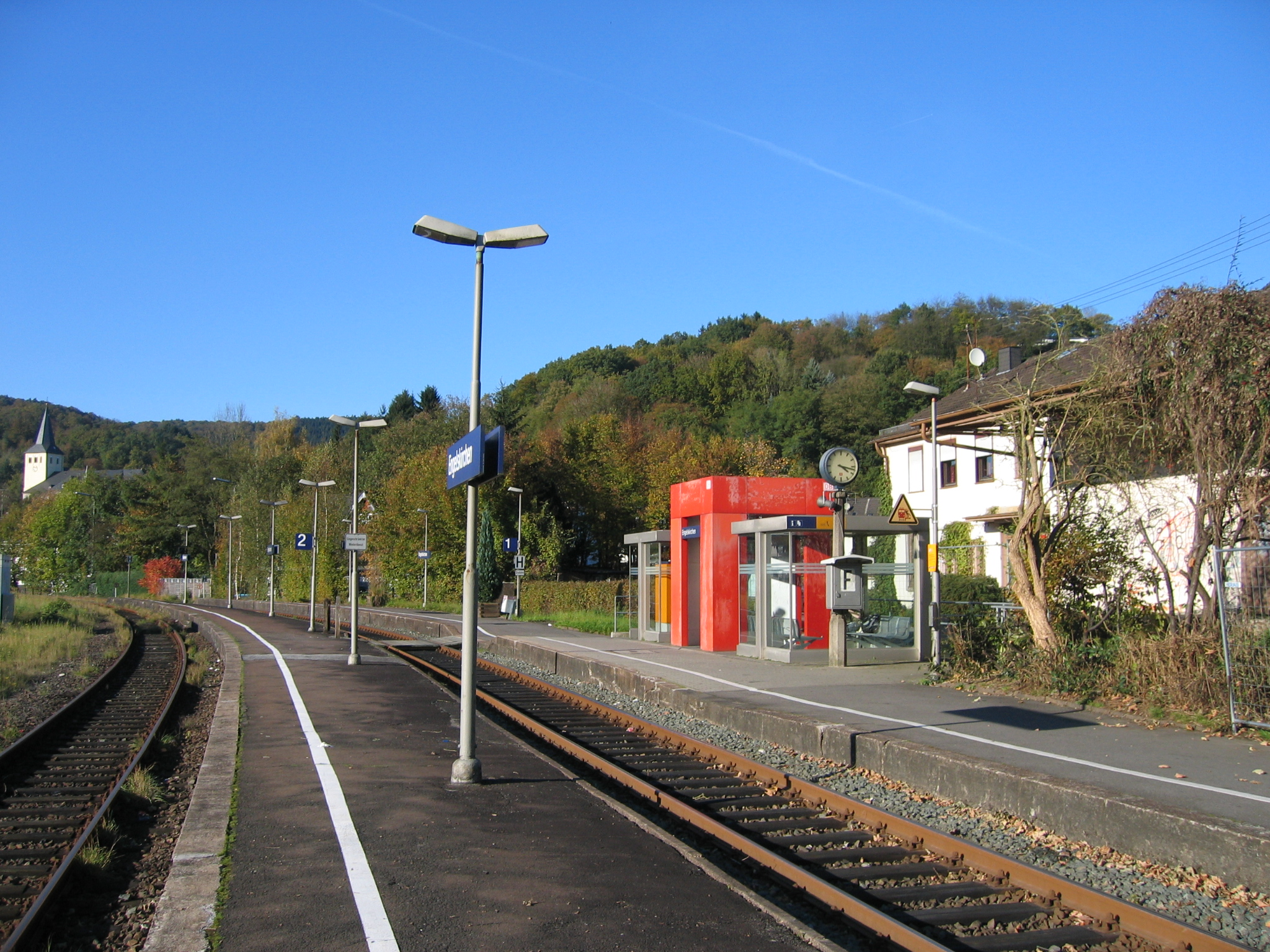
Station Engelskirchen
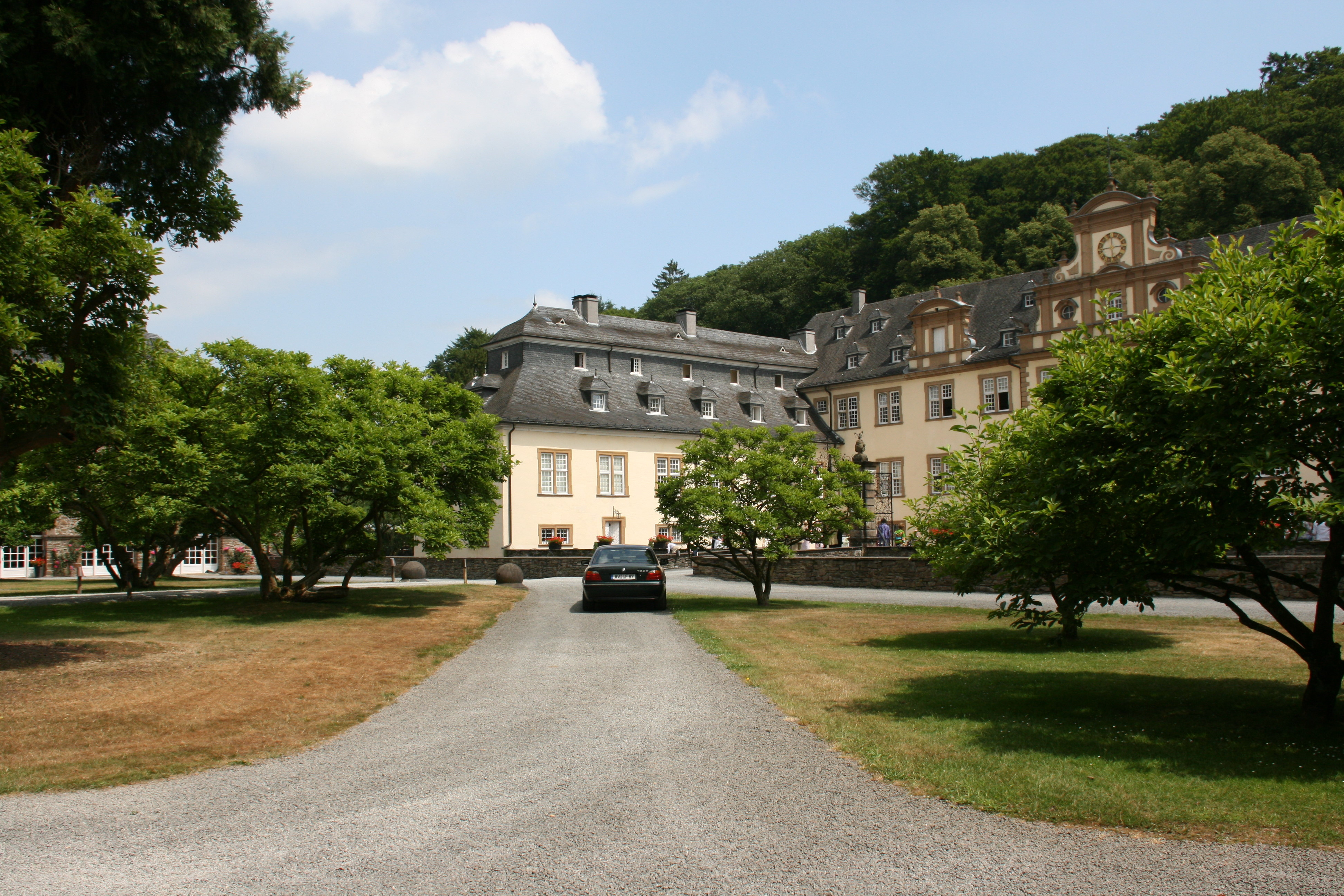
Schloss Ehreshoven

Bergneustadt · Engelskirchen · Gummersbach · Hückeswagen · Lindlar · Marienheide · Morsbach · Nümbrecht · Radevormwald · Reichshof · Waldbröl · Wiehl · Wipperfürth